# ロードセル

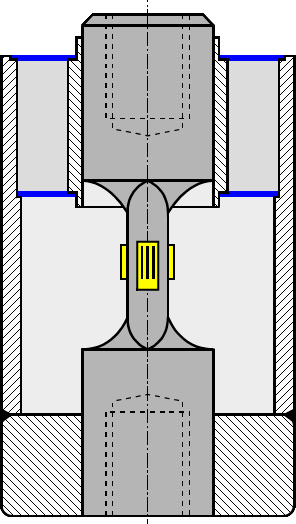
伸縮棒式ロードセル
表面にひずみゲージが貼られている

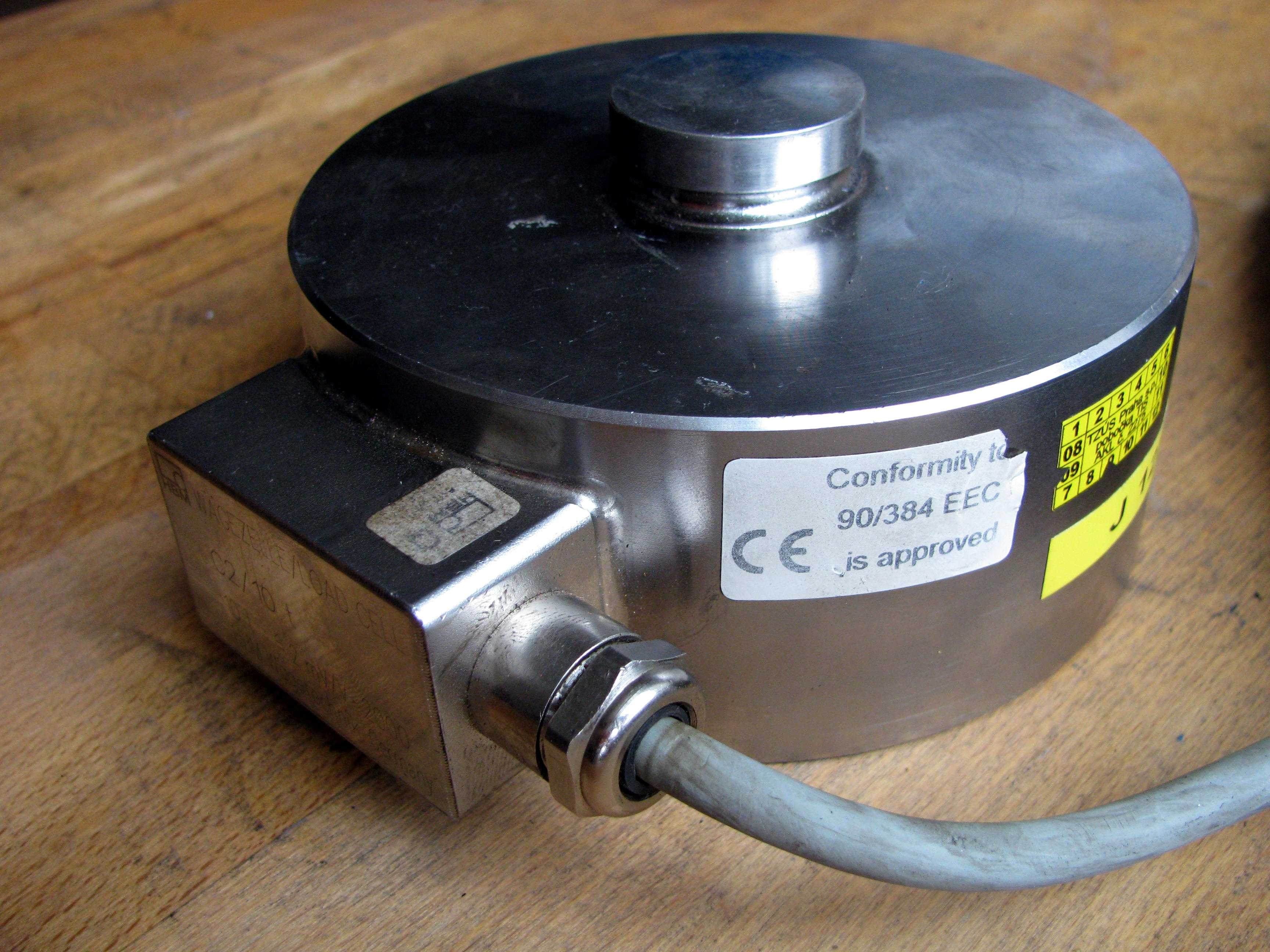
圧縮ロードセル

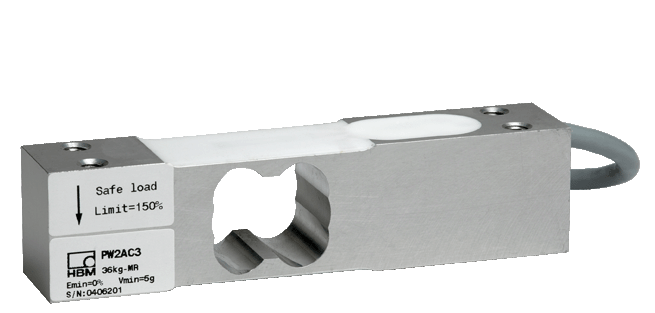
ダブルベンディングビーム式ロードセル

ロードセル(Load cell)とは荷重を電気信号に変換する装置。荷重変換器とも呼ばれる。

## 概要
ばね式、圧電素子式、磁歪式、静電容量式、ジャイロ式、ひずみゲージ式などの形式がある。
ひずみゲージ式では、起歪体と呼ばれる弾性体にひずみゲージに貼り付けられた金属箔が、微小な変形により伸縮して断面積が変化することにより抵抗値が変化する。この変化は荷重に比例するため、抵抗値の変化から起歪体に加わった荷重を算出することができる。内部のひずみゲージはホイートストンブリッジを構成するように結線されていて、微小な電圧の変化を検出でき、200 mN(20 gf)の低容量から20 MN(2000 tf)クラスの高容量までの製作が可能である。
ロードセルの主な仕様項目に定格容量がある。定格容量とは負荷荷重に衝撃係数などを考慮した値で、必要とされる分解能、強度、測定精度を満足するように選定する。
一般にロードセルで試験対象となる特性としては、負荷特性、クリープ特性、温度特性、電気的特性、疲労特性、四隅誤差、固有振動数などがある。
ロードセルの品質については各国で独自の規格を設定し性能検査を行っている。日本の計量法では独自の規格を設定していないが、性能試験方法としてJIS（電気式ロードセル性能試験方法 JIS B7602）や JMIF［日本計量機器工業連合会］の 「ロードセルの性能試験方法」で規格化されている。また、はかりに使用するロードセルを対象にOIML（国際法定計量機関）では「「ロードセル」に関する計量法上の規制」」という国際勧告を制定していて、各国の規制はこの勧告と整合性をもつようになっている。

## 種類
- ビーム型
- S 字型
- コラム型
- ダイヤフラム型

## 用途
- 電子天秤
- 体重計
- 万能試験機
- トルクレンチ
- バランスWiiボード

## 資料
- “Getting Started with Load Cells”. 2017年2月19日閲覧。